# Синагога Ор-Авнер
Синагога Ор-Авне́р, с 1927 года по 1994 год Синагога Ёсе́фа Алиша́ева (узб. Or-Avner sinagogasi; евт. Синагогаи Ор-Авнер) — синагога, расположенная в новой части города Самарканд, Узбекистан. Является одной из двух ныне действующих синагог Самарканда.

## История
Данная синагога была построена в конце XIX века известным бухарским евреем, купцом и богачом — Ёсе́фом бен Або́ Мамо́н Алиша́евым. В 1923 году Ёсеф Алишаев решил переехать с семьёй в Палестину и оставил синагогу местной общине бухарских евреев в память о недавно умершей дочери по имени Фрехо́.
Ёсеф Алишаев имел прозвище Мамо́н (на иврите означает финансы) по наследству от своего известного прадеда Ёсефа Мамона Магриби́, переехавшего в Бухару в 1793 году. После приезда в Палестину, Ёсеф Алишаев в 1930-е годы построил в Петах-Тикве синагогу, которая находится на улице Ротшильд и функционирует до сегодняшнего времени.
После недолгой паузы, данная синагога заново начала функционировать с 1927 года. Расположена в новой части города Самарканд (так называемый «Русский Самарканд»), на улице Ялангтуша. Является самой крупной среди всех когда-либо существовавших синагог в этой части Самарканда. В «русском Самарканде» всего существовало 4 синагоги (в старом городе в начале XX века их было более 30). Две из них — синагоги Пинхаса Абрамова и Шломо Софиева — работали до 1928 года, и только одна, принадлежавшая Завулону Мошееву, закрылась в 1940 году. В этом здании долгое время находился «Дом санитарного просвещения» и городской отдел министерства здравоохранения. И только синагога Ёсефа Алишаева работает до сегодняшнего времени.
С 1927 года синагога работала под руководством раввина Даниэля Шакарова. В советское время она часто закрывалась, но советские власти не могли её отнять, поскольку в ней жили несколько еврейских семей. В годы независимости Узбекистана религиозная община Багишамальского района Самарканда зарегистрировалась в министерстве юстиции и вела активную деятельность в этой синагоге под руководством раввина И. Шимонова. В 1995 году это здание выкупил известный израильский бизнесмен бухарско-еврейского происхождения, миллиардер, президент Всемирного конгресса бухарских евреев — Лев Авнерович Леваев, и синагога стала называться «Ор-Авнер», в честь отца Леваева.